# Koninklijk Parktheater

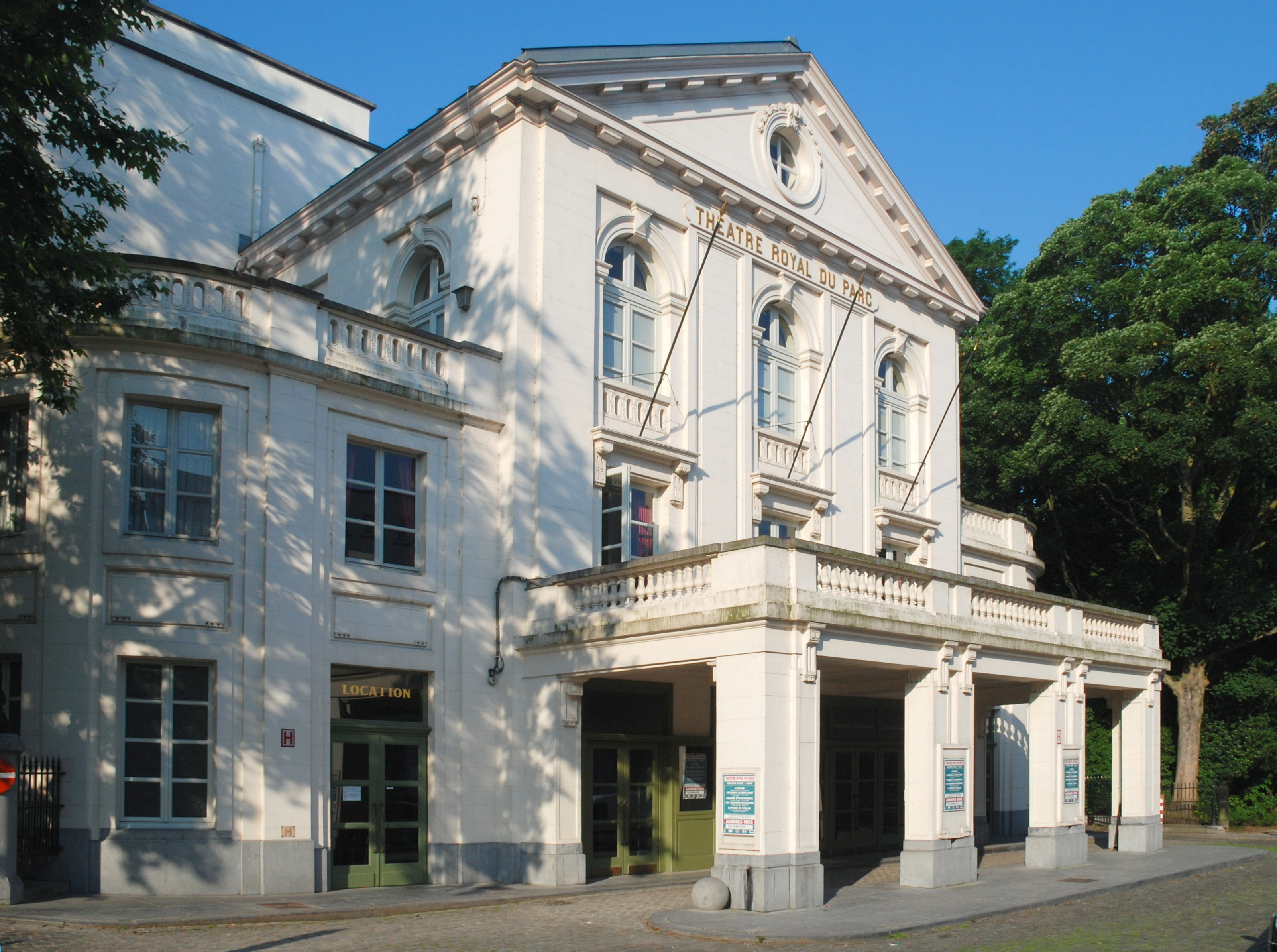
Gevel van het Koninklijke Parktheater aan de Wetstraat

Het Koninklijk Parktheater (Frans: Théâtre royal du Parc) is het op een na oudste Brusselse theater dat nog in gebruik is. Het werd aanvankelijk opgericht als onderdeel van de 'Waux-Hall' van Brussel, een amusementscomplex gelegen in het Warandepark. Aanvankelijk werd het dan ook vooral gebruikt voor opvoeringen van het lichtere repertoire zoals de vaudeville. In de tweede helft van de 19de eeuw groeide het uit tot de meest vooraanstaande Franstalige scène van de Belgische hoofdstad. Beroemde Franse acteurs zoals Sarah Bernhardt of François Coppée stonden er regelmatig op de planken.

## Geschiedenis

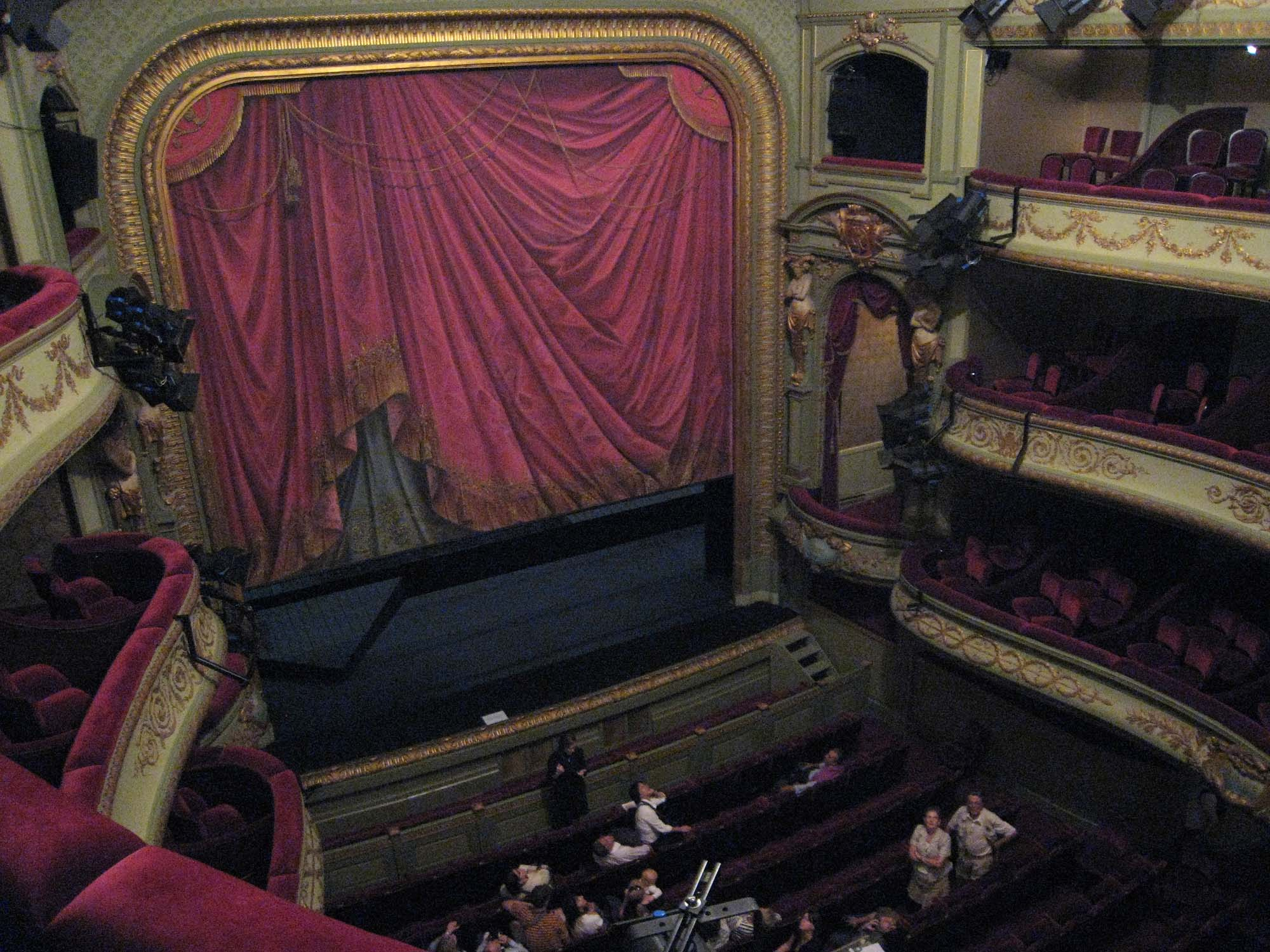
Podium en auditorium van de schouwburg

Het theater werd in 1782 gebouwd naar ontwerp van de architect Louis Montoyer. Aangeduid met de naam 'Petit-Théâtre' (1782-1787) en later 'Théâtre du Waux-Hall ou du Parc' (1787-1793) was het in feite een bijhuis van de Koninklijke Muntschouwburg. De gebroeders Alexandre Bultos en Herman Bultos baatten beide theaters tegelijkertijd uit, waarbij het Park gebruikt werd voor toneelstukken waarin jonge acteurs meespeelden. Op die manier diende het als een soort toneelschool van de Muntschouwburg.
Het theater veranderde veelvuldig van directie en van repertoire. Zo werden er in de jaren 1790 ook circusacts opgevoerd. Tussen 1799 en 1814 werd de zaal vooral door rondreizende (amateur)gezelschappen bespeeld of voor benefietvoorstellingen voor en door het gezelschap van de Muntschouwburg. In 1803 werd het theater zelfs tijdelijk tot een manège voor het opvoeren van paardendressuur omgebouwd. Het theaterdecreet van Napoleon Bonaparte van 1806 stond in Brussel maar één vast gezelschap toe, verbonden aan het 'Grand Théâtre' (Muntschouwburg).  Na de val van het Keizerrijk in 1814 werd het theater even bespeeld door een Brits toneelgenootschap, waarna het een paar maanden werd overgenomen door een Nederlandse groep.
Vanaf 1819 deelde de Stad Brussel, die beide koninklijke schouwburgen bezat, vergunningen uit aan de ene theaterdirecteur na de andere. Beiden waren identiek qua uitbaters en repertoire, maar het Parktheater specialiseerde zich eerder in vaudeville en komedie, al werden er ook drama's en zelfs lyrische stukken opgevoerd. Daarom bezat het parktheater ook gedurende enige tijd een eigen orkest en zelfs ballet naast dat van de Muntschouwburg.
Na het seizoen 1853-1854 ging de directie Letellier alleen nog de Muntschouwburg bespelen. Tussen 1854 en 1859 waren er in het Parktheater, aangeduid met de naam 'Schouwburg der Warande' of 'Schouwburg van 't Park', alleen Nederlandstalige producties van Vlaamse gezelschappen te zien. Tijdens het directeurschap van Delvil (1859-1867) - die het Parktheater een tijdlang samen met het Théâtre des Galeries zou uitbaten - specialiseerde het theater zich in operettes en opéra comique. Doordat de Koninklijke Muntschouwburg zich tot het lyrische repertoire ging beperken kon het parktheater zich in de laatste twee decennia van de 19de eeuw ontpoppen tot de vooraanstaande bühne voor het Franstalig gesproken toneel in de Belgische hoofdstad.
Tijdens de Eerste Wereldoorlog werden beide theaters gevorderd door de bezetter; het Parktheater werd toen een toneelhuis voor het Duitse garnizoen. Vanaf 1919 bracht de schouwburg opnieuw Franstalige stukken, waaronder veel klassieke toneelwerken waarin Belgische acteurs meespeelden.

## Gebouw

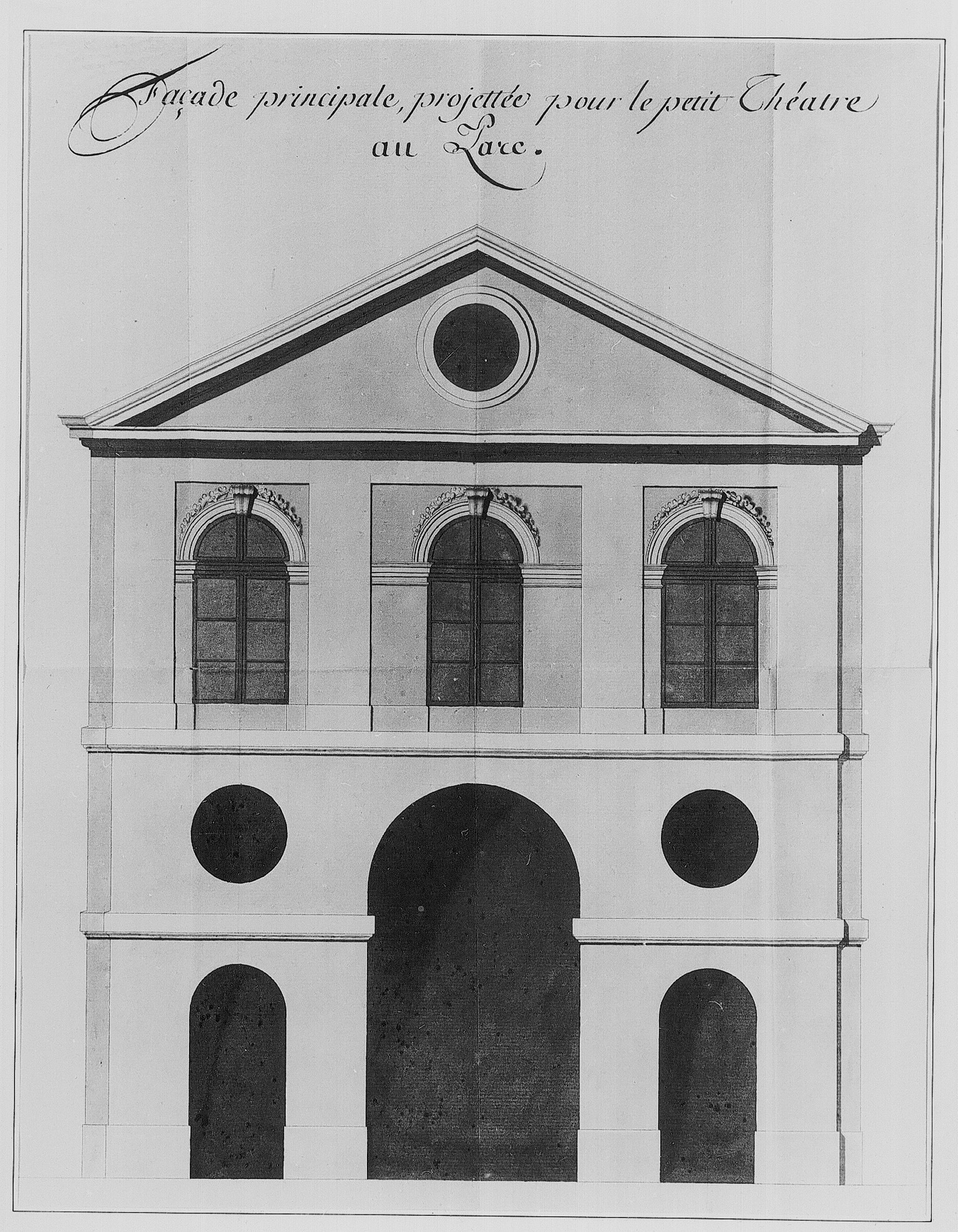
Ontwerp van Montoyer voor de gevel van het 'Petit Théâtre'

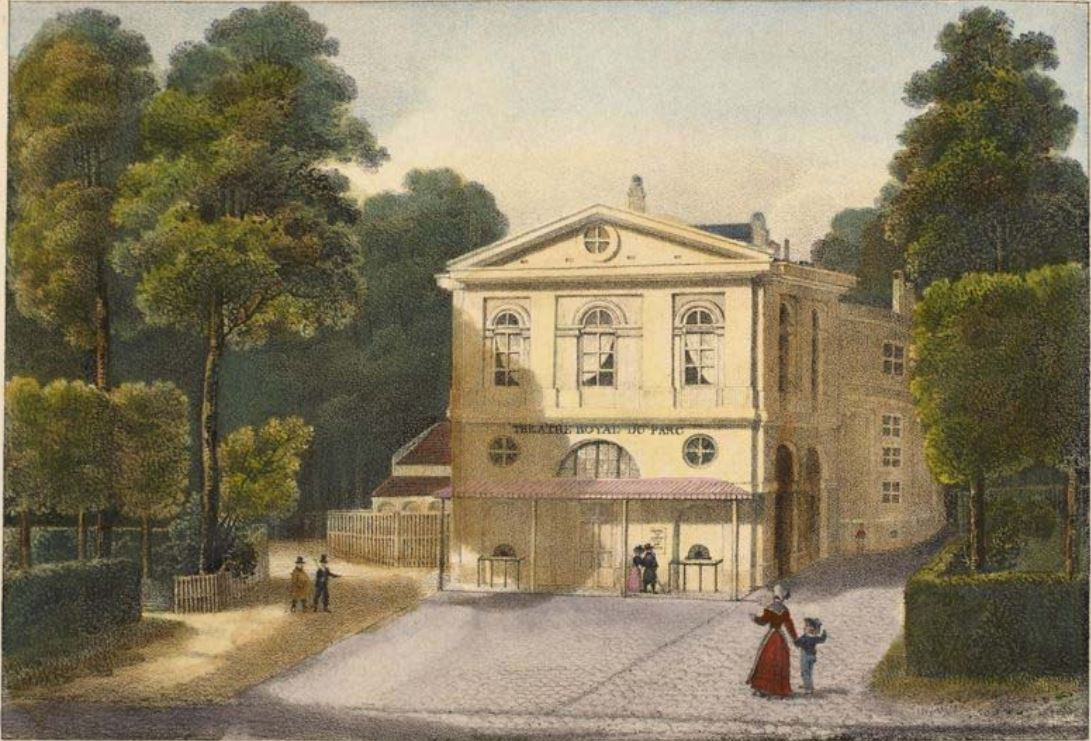
Het Parktheater omstreeks 1830

### Het Petit-Théâtre van Montoyer (1782)
Het theater werd in 1782 opgetrokken volgens de plannen van Louis Montoyer. Het kleine theater was geconcipieerd als onderdeel van de Waux-Hall van Brussel, een amusementscomplex gelegen in het Warandepark dat verder onder meer een balzaal, salons, een restaurant, winkeltjes met luxeartikelen en een zomerterras met muziekkiosk omvatte. De gevel langs de Wetstraat was een uiterst sobere witgepleisterde constructie in neoclassicische stijl, met pilasters onder een ongedecoreerd fronton. Over de binneninrichting van de oorspronkelijke theaterzaal is niet veel bekend. Volgens Fétis, die naar eigen zeggen zijn informatie haalde bij een oud personeelslid van het theater, had de zaal aanvankelijk een ovaal grondplan en waren er twee balkons zonder loges.

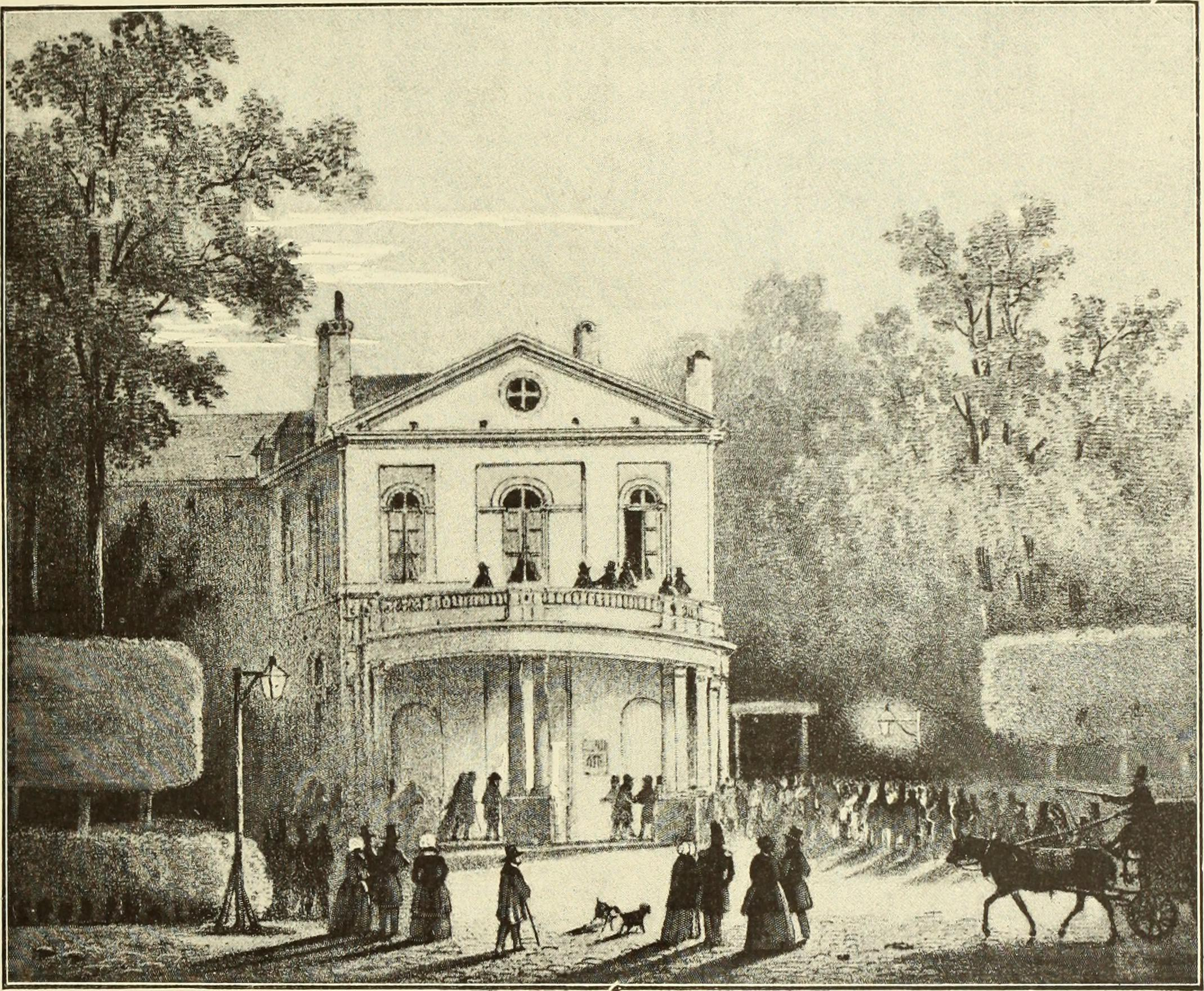
De gevel aan de Wetstraat met het balkon toegevoegd door Partoes in 1844

### Aanpassingen door Partoes (1844)
Tegen de jaren 1840 was het theater zo verouderd dat het in opdracht van het Brusselse stadsbestuur door stadsarchitect Partoes in september 1844 in een korte tijdspanne werd gerenoveerd. De investering was waarschijnlijk ook bedoeld om het hoofd te bieden aan de op hand zijnde concurrentie van nieuwe theaters als het Théâtre des Nouveautés (1844), Théâtre du Cirque (1846) en het Théâtre des Galeries (1847). In nauwelijks een maand tijd voerde men voor 50.000 frank omvangrijke werken uit. De som is niet onbeduidend als men bedenkt dat de afgewerkte nieuwbouw van het Théâtre des Nouveautés, inclusief decors en machinerie, 120.000 frank had gekost. De vestibule, gangen en trappen werden aangepast om de circulatie te verbeteren, en aan de voorgevel werd een door zuilen ondersteund balkon toegevoegd waaronder de rijtuigen konden stoppen om de bezoekers droog te laten uitstappen. Partoes bouwde verder nog een opslagplaats voor de decors en liet de toeschouwersruimte herinrichten en opnieuw decoreren. Toen het theater op 21 september 1844 heropende reageerde de pers alvast verrukt: Il est impossible de se figurer que se petit réduit, si sale, si noir, si mal disposé, deux mois auparavant, ait pu subir une métamorphose si complète, et soit devenu un théâtre coquet, brillant, et offrant toutes les commodités désirables. De toeschouwersruimte was gedecoreerd met vergulde ornamenten op een witte ondergrond met blauwe arabesken. Het plafond was versierd met vergulde rozetten en lijstwerk waarin tabletten met de namen van vooraanstaande theaterauteurs waren opgenomen.  De zitplaatsen en wanden van de loges waren bekleed met blauw fluweel, brokaat en gesatineerd behang. Op het derde balkon werd de achtergrond gevormd door een geschilderde gouddraperie met festoenen die ook boven de toneelopening doorliep. Het toneelgordijn was door Dhr. Rivière geschilderd in trompe-l'oeil als een draperie van wit zijdedamast. Een nieuwe kroonluchter met gasvlammen, geleverd door het Brussels huis Trossaert, en vier grote kandelaars op de borstwering van de twee voorste loges, verdubbelde de intensiteit van de verlichting.

### Vernieuwde toeschouwersruimte (1860)
Tijdens het zomerreces na het seizoen 1859-1860 werd de toeschouwersruimte opnieuw ingrijpend verbouwd volgens de nieuwste mode. De banken op de parterre en het parket verdwenen ten gunste van meer comfortabele stalles en fauteuils d'orchestre. De balkons werden wat naar voren gebracht, met een uitspringende ronding tegen de prosceniumloges aan, en ze werden versierd met vergulde guirlandes en cartouches. De blauwe wandbekleding moest wijken voor een oranje tint, terwijl de zitmeubels werden bekleed met dieprode stoffen (ponceau foncé). De prosceniumloges werden helemaal herbouwd, veel overdadiger met stucwerk versierd, en van binnen behangen met oranje damast. Een nieuwe, veel grotere kroonluchter, voorzien van 70 gasvlammen deed alles in een overvloedig licht baden. De toeschouwersruimte heeft sindsdien in grote lijnen deze vorm behouden. Vandaag telt de zaal ongeveer 850 zitplaatsen.

## Enkele bekende historische gasten
- Jacques Offenbach
- Coquelin
- Réjane
- Sarah Bernhardt
- Théâtre Antoine
- Maurice Maeterlinck
- François Coppée
- Eleonora Duse
- Yvette Guilbert
- Cécile Sorel
- Elvire Popesco
- Maurice Escande
- Jean-Eugène Robert-Houdin

## Directeurs
- 1782-1787: Herman Bultos en Alexandre Bultos
- 1787-1793: Herman Bultos en Jean-Pierre-Paul Adam
- 1793-1794: Herman Bultos
- 1798-1799: Louis-François Ribié
- 1814-1815: John Jonas en Sampson Penley (Engelse groep)
- 1815-1815: Obelt, Kup et De Koning (Nederlandse groep)
- 1816-1816: Wilson
- 1819-1823: Bernard
- 1823-1830: Joseph Langle
- 1831-1831: Charles Laffillé
- 1831-1835: Claude-Charles Cartigny
- 1835-1836: Bernard-Léon
- 1840-1841: Charles-Louis-Joseph Hanssens, Louis Jansenne, Guillemin en Van Caneghem
- 1842-1843: Charles-Louis-Joseph Hanssens, Philippon, Guillemin en Van Caneghem
- 1843-1845: Charles-Louis-Joseph Hanssens, Philippon en Van Caneghem
- 1845-1846: Charles-Louis-Joseph Hanssens en Van Caneghem
- 1846-1847: Charles-Louis-Joseph Hanssens, Van Caneghem en Valmore
- 1847-1847: Auguste Nourrit
- 1848-1848: Édouard Duprez
- 1848-1849: Eugène Massol
- 1849-1850: Adolphe Grognier
- 1850-1851: A. de Balathier
- 1851-1852: Charles-Louis Hanssens
- 1852-1854: Letellier
- 1854-1859: Vlaamse groep
- 1859-1867: Delvil
- 1867-1869: Letellier
- 1869-1871: Michaud
- 1871-1879: Mademoiselle Michaud
- 1879-1892: Candeilh
- 1892-1898: Alhaiza Paul
- 1898-1899: Garraud et Maubel
- 1899-1914: Victor Reding
- 1914-1918: Duitse bezetting
- 1918-1925: Victor Reding
- 1925-1946: René Reding
- 1947-1964: Oscar Lejeune
- 1964-1970: Roger Reding
- 1970-1987: Jean Nergal
- 1987-2010: Yves Larec
- 2010-: Thierry Debroux

## Ligging en bereikbaarheid
Het theater ligt aan de Wetstraat 3 te Brussel. Hij is gebouwd aan de rand van het Warandepark en staat tegenover het Federaal Parlement van België.  De metrostations die zich het dichtste bij dit theater bevinden zijn Kunst-Wet en Park.